# Challenger de Bogotá 2011
El Seguros Bolívar Open 2011 es un torneo profesional de tenis que se disputa en cancha de polvo de ladrillo en la ciudad de Bogotá, Colombia. Es un torneo categoría Challenger para la ATP.

## Campeones
- Individuales masculinos:  Feliciano López derrota a  Carlos Salamanca 6-4, 6-3

- Dobles masculinos:  Izak van der Merwe /  Treat Huey derrotan a  Juan Sebastian Cabal /  Robert Farah 7-6(3), 6-7(5), 0-0

## Cabezas de serie
A continuación se detallan los cabeza de serie de cada categoría. Los jugadores marcados en negrita están todavía en competición o quedaron campeones del torneo. Los jugadores que ya no estén en el torneo se enumeran junto con la ronda en la cual fueron eliminados y quien los eliminó.

### Cabezas de serie (individuales masculino)
| N° | Jugador                | Ronda            | Rival                     | Marcador         |
| -- | ---------------------- | ---------------- | ------------------------- | ---------------- |
| 1. | Feliciano López        | Campeón          | Carlos Salamanca          | 6-4, 6-3         |
| 2. | Alejandro Falla        | 2ª ronda         | Carlos Salamanca          | 5-7, 5-7         |
| 3. | Paul Capdeville        | 1ª ronda         | Matteo Marrai             | 4-6, 3-6         |
| 4. | Horacio Zeballos       | Semifinal        | Feliciano López           | 6-4, 5-7, 6-7(0) |
| 5. | Joao Souza             | Cuartos de final | Feliciano López           | 4-6, 1-6         |
| 6. | Izak Van Der Merwe     | Semifinal        | Carlos Salamanca          | 2-6, 3-6         |
| 7. | Rogerio Dutra Da Silva | 1ª ronda         | Alejandro González        | 2-6, 5-7         |
| 8. | Brian Dabul            | 2ª ronda         | Guillermo Rivera-Aranguiz | 4-6, 6-3, 4-6    |

## Puntos y premios
- Singles

| Ronda            | Puntos ATP | Premios |
| Campeón          | 125        | 18.000  |
| Finalista        | 75         | 10.600  |
| Semifinal        | 45         | 6.275   |
| Cuartos de final | 25         | 3.650   |
| Segunda ronda    | 10         | 2.150   |
| Primera ronda    | 0          | 1.300   |
| Calificado       | 5          |         |

- Dobles

| Ronda            | Puntos ATP | Premios |
| Campeón          | 125        | 7.750   |
| Finalista        | 75         | 4.500   |
| Semifinal        | 45         | 2.700   |
| Cuartos de final | 215        | 1.600   |
| Primera ronda    | 0          | 900     |